# Čušperk
Čušperk este o localitate din comuna Grosuplje, Slovenia, cu o populație de 190 de locuitori.